# Bijdrage tot de geschiedenis van de renaissance der Nederlandse boekdrukkunst
Bijdrage tot de geschiedenis van de renaissance der Nederlandse boekdrukkunst is een lezing uit 1949 en van een boekuitgave van 1951 van jhr. dr. M.R. Radermacher Schorer.

## Geschiedenis
Schorer (1888-1956) was een van de belangrijkste mecenassen en boekverzamelaars van zijn tijd. Hij speelde ook een belangrijke rol in het culturele leven van Utrecht, bekleedde vele bestuursfuncties maar hield ook zelf lezingen. Van die laatste betroffen er enkele het 'bibliofiele boek', die hij soms aan de hand van zijn eigen collectie illustreerde. Zijn collectie die hij aan de Nederlandse staat legateerde werd de basis van het Museum van het Boek.
Op 19 mei 1949 hield Schorer deze lezing ter opening van de 172e jaarlijkse algemene  ledenvergadering van het Provinciaal Utrechts Genootschap van Kunsten en Wetenschappen. Hierbij besprak hij met name de herleving van de boekdrukkunst in Nederland die hij in 1890 laat beginnen. Hij onderscheidt daarbij de eerste periode van de 'versierders' en de tweede van de 'typografen'. Tot de eerste groep rekent hij bijvoorbeeld mensen als Antoon Derkinderen. Tot de tweede groep rekent hij mensen als S.H. de Roos en Jan van Krimpen. Hij heeft het aan het eind van zijn lezing over bijvoorbeeld De Zilverdistel en A.A.M. Stols.
Na de publicatie van Het schoone boek van laatstgenoemde Stols was dit de tweede belangrijke uitgave over de Nederlandse boekdrukkunst na 1880.

### Uitgave
De lezing verscheen eerst in het Verslag van het verhandelde in de sectievergaderingen en de algemeene vergaderingen van het Provinciaal Utrechtsch Genootschap van Kunsten en Wetenschappen in 1949. Begin 1951 werd het herdrukt als afzonderlijke uitgave door de School voor Grafische Vakken te Utrecht, met medewerking van de genoemde De Roos. De oplage bedroeg 500 genummerde exemplaren, waarvan de eerste 190 bestemd waren voor de Stichting De Roos. In de uitgave zijn enkele illustraties opgenomen.
In 1952 verscheen de derde gedrukte uitgave bij Bührmann's Papiergroothandel te Amsterdam.
Schorer liet zijn eigen exemplaar van de uitgave uit 1951 in rood marokijn binden.